# 2009-es Rubik-kocka-világbajnokság
A 2009-es Rubik-kocka-világbajnokságnak Németország, Düsseldorf adott otthont. Az 5. alkalommal megszervezett versenyt 2009. október 9-11 között rendezték. A versenyzők 19 versenyszámban mérték össze a tudásukat.
Az első Rubik-kocka-világbajnokságon 1982-ben még 16,4 másodperces átlaggal lehetett nyerni ezen a világbajnokságon már tíz másodperc körüli átlagos idő kellett a sikerhez. A 17 éves amerikai Breandan Vallace szerezte meg a 3x3x3-as számban a világbajnoki címet, de a magyar résztvevők is jól szerepeltek, hiszen 3x3x3 LM, majd Rubik's Magic számban Perge Olivér két első, Megaminxban Bodor Bálint és Master Magic számban Horváth Máté végzett az első helyen.

## Eredmények
| Versenyszám   | Győztes                | Átlagidő | Legjobb rakás |
| ------------- | ---------------------- | -------- | ------------- |
| 3x3x3         | Breandan Vallace       | 10.74    | 9.63          |
| 2x2x2         | Rowe Hessler           | 3.28     | 2.46          |
| 4x4x4         | Syuhei Omura           | 45.18    | 43.19         |
| 5x5x5         | Dan Cohen              | 1:18.20  | 1:10.40       |
| 6x6x6         | Dan Cohen              | 2:36.65  | 2:22.58       |
| 7x7x7         | Michał Halczuk         | 4:01.23  | 3:43.15       |
| 3x3x3 vakon   | Guillain Potron        | DNF      | 1:05.43       |
| 3x3x3 LM      | Perge Olivér           |          | 26            |
| 3x3x3 OH      | Yumu Tabuchi           | 16.90    | 15.55         |
| 3x3x3 lábbal  | Yumu Tabuchi           |          | 55.34         |
| Megaminx      | Bodor Bálint           | 1:05.32  | 57.94         |
| Pyraminx      | Yohei Oka              | 4.87     | 3.88          |
| Rubik-óra     | Koen Wermer            | 9.43     | 8.18          |
| Square-1      | Piotr Michał Padlewski | 15.21    | 10.96         |
| 4x4x4 vakon   | Kai Jiptner            |          | 7:02.66       |
| 5x5x5 vakon   | Rafał Guzewicz         |          | 15:43.00      |
| 3x3x3 T vakon | Tim Habermaas          |          | 12/14 52:50   |
| Rubik's Magic | Perge Olivér           | 1.01     | 0.94          |
| Master Magic  | Horváth Máté           | 2.22     | 1.93          |

3x3x3 LM=legkvesebb mozdulatból kirakás
3x3x3 OH=3x3x3 egy kézzel
3x3x3 T vakon=3x3x3 több kocka vakon